# Hippothoa brasiliensis
Hippothoa brasiliensis är en mossdjursart som beskrevs av Morris 1980. Hippothoa brasiliensis ingår i släktet Hippothoa och familjen Hippothoidae. Inga underarter finns listade i Catalogue of Life.